# Символ параграфа
Символ параграфа (§; в Юнікоді U+00A7, у HTML-коді: &#167;, мнемоніка: &sect; URL-код: %C2%A7) - друкарський символ, який вживається для позначення параграфа в документах. Походить від стилізованої пари букв S - «канцелярської множини» німецького скорочення «S.» слова Satz в значенні «фраза, речення» (пор. з українськими скороченнями на кшталт рр., вв., пп.). Символ не подвоюється при позначенні кількох (багатьох) параграфів. За технічними правилами набору відбиття цього знака від подальшої цифри - напівкегельне. При виключці відбиття не змінюється. Для набору цього знака в ОС Microsoft Windows слід набрати на цифровій клавіатурі Alt+0167 при увімкненому Num Lock. На Mac OS необхідно перемкнутися на англійську розкладку і натиснути Alt+6.

## Введення символу
- RFC 1345 мнемоніка: SE
- Linux iBus rfc 1345 спосіб введення: SE&
- Emacs: C-x 8 S
- Vim, в режимі вставки: Ctrl+K SE or Ctrl+V 167
- Windows
  - US/UK-International keyboard layout: AltGr+⇧ Shift+S
  - AZERTY розкладка клавіатури: § key
  - Alt code (on numeric keypad):
    - Alt+0167 ANSI
    - Alt+21 OEM
    - Alt++A7 Unicode
- Mac OS
  - UK розкладка клавіатури: § key
  - US розкладка клавіатури: ⌥ Opt+6
  - US розширена розкладка клавіатури: ⌥ Opt+5
  - CSA розкладка клавіатури: Opt+Shift+S
- X Window System (Unix/Linux)
  - Через клавішу Compose[2]:
    - Compose+so
    - Compose+os
    - Compose+s!

  - В GTK+:
    - Ctrl+⇧ Shift+uA7
- iOS: 123, утримувати & поки § відобразиться
- Android: ?123 ≈\< §
- Plan 9: Alt ⇧ Shift+S+S